# Маноліс Андрулакіс
Маноліс Андрулакіс (грец. Μανώλης Ανδρουλάκης; 1981, Салоніки) — грецький дипломат. Генеральний консул Греції в Маріуполі (2021—2022). Тимчасовий повірений у справах Греції в Україні (з 2022).

## Життєпис
Народився у 1981 році в Салоніках і родом з Коса. Навчався на факультеті балканських, слов'янських і східних студій Університету Македонії, а після закінчення військової служби здобув ступінь магістра російської літератури в Москві.
Андрулакіс приєднався до дипломатичного корпусу в 2008 році і після закінчення Академії займався питаннями, пов'язаними з країнами колишнього СРСР. Першою закордонною посадою, яку він зайняв, була посада заступника консула в Астані, Казахстан у 2012 році, тоді як у 2017 році він обійняв посаду консула Греції в Атланті, США. Фактично, під час його терміну перебування в США, який закінчився кілька місяців тому, коли його призначили в Маріуполь (Україна) експертом з геополітики регіону, пана Андрулакіса запитали, чи справді він вірить у втручання Росії в американські вибори. Він дипломатично відмовився сказати, чи вірить йому, але прокоментував: «Якщо такі можливості існують, то ми живемо в зовсім іншому світі. Це політика іншими засобами, і ми повинні змінити гру».

## Консул в Маріуполі
Брав безпосередню участь у вивезенні 82 греків з українського міста Маріуполь, разом із Фрагіскосом Костелленосом, після початку російської агресії в Україні. Маноліс, хоча на своїй посаді був лише два місяці, вирішив залишитися в місті з тисячами емігрантів і запропонувати якомога більше допомоги. На жаль, Маріуполь перебував у страшній облозі росіян і консул разом з іншими співробітниками дипломатичних представництв залишив будівлю консульства Греції і переховувався в будівлі ОБСЄ для більшої безпеки. Усі вони разом пережили велике випробування, маючи мало їжі й питної води; навколо них вибухали бомби. 15 березня 2022 року після втручання МЗС Греції Маноліс Андрулакіс був звільнений і повернувся на батьківщину
|  | «Те, що я бачив, я сподіваюся, що ніхто ніколи більше не побачить», — сказав Андрулакіс, коли прибув до Афін. |

10 травня 2022 року повернувся в Україну до Посольства Греції в Києві як тимчасово повірений у справах Греції в Україні.

## Сім'я
- Батько — Георгій Андрулакіс, офіцер грецької армії з відмінним знанням англійської мови.